# Мутуализм
Мутуали́зм (от лат. mutuus «взаимный») — широко распространённая облигатная форма симбиоза двух или более видов, при которой взаимоотношение между организмами является жизненно необходимым для всех особей в симбиозе. Симбиоз может быть не выгоден одному из партнёров, например, в случае комменсализма, или выгодным, но не облигатным, в случае протокооперации.
Преимущества, которые получает организм, вступающий в мутуалистические отношения, могут быть различны. Часто по крайней мере один из партнёров использует другого в качестве поставщика пищи, тогда как второй получает защиту от врагов или благоприятные для роста и размножения условия. В других случаях вид, выигрывающий в пище, освобождает партнёра от паразитов, опыляет растения или распространяет семена.
Иногда виды-мутуалисты вступают в тесное физическое взаимодействие, как при образовании микоризы (грибокорня) между грибами и растениями.
Тесный контакт видов при мутуализме вызывает их совместную эволюцию. Характерным примером служат взаимные приспособления, которые сформировались у цветковых растений и их опылителей. Часто виды-мутуалисты совместно расселяются.

## Примеры

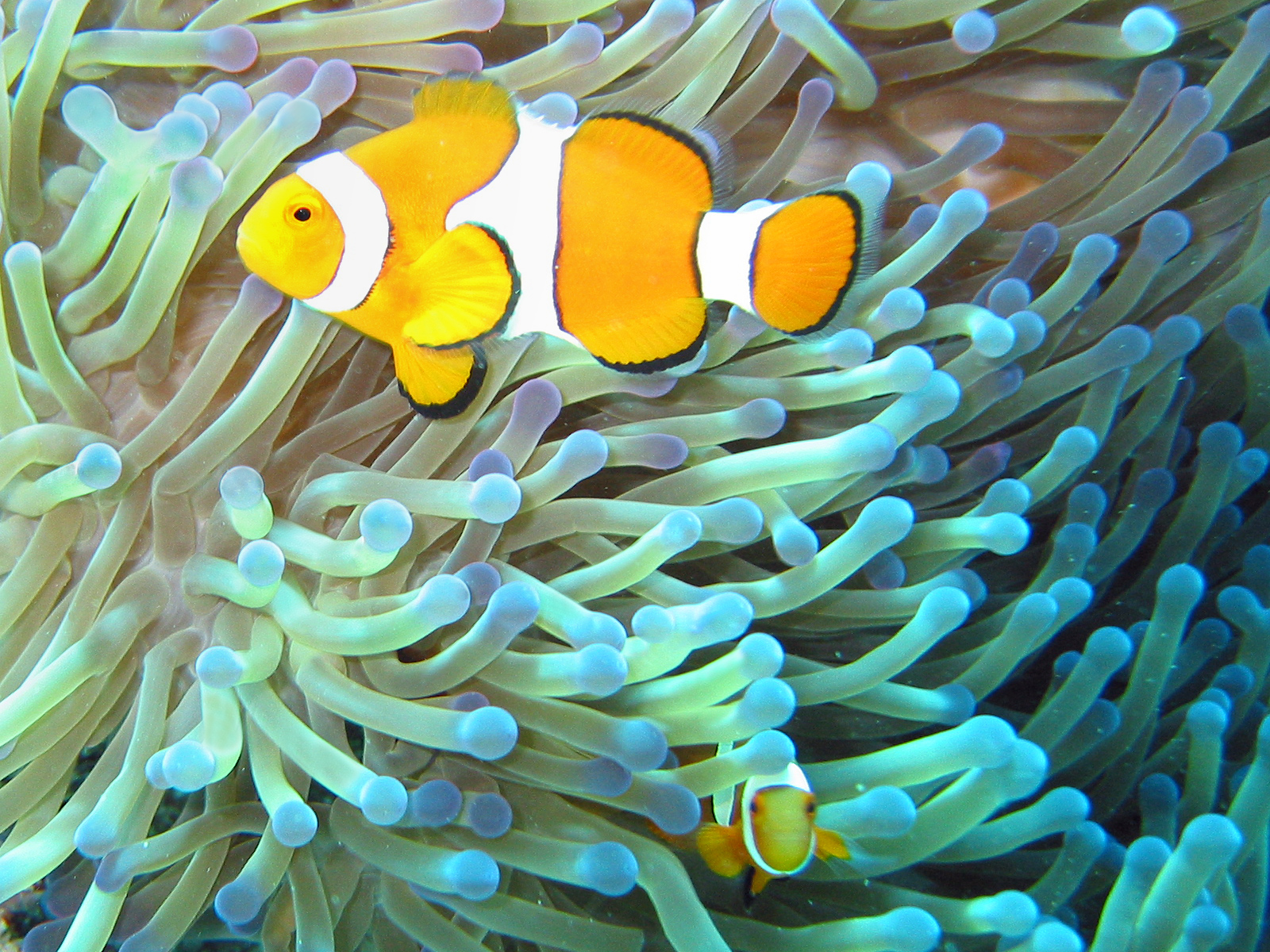
Рыба-клоун и морской анемон

Примером мутуализма является симбиоз рыб-клоунов с актиниями. Вначале рыба слегка касается актинии, позволяя ей ужалить себя и выясняя точный состав слизи, которым покрыта актиния, — эта слизь нужна актинии, чтобы она сама себя не жалила. Затем рыба-клоун воспроизводит этот состав и после этого может прятаться от врагов среди щупалец актинии. Рыба-клоун заботится об актинии — вентилирует воду и уносит непереваренные остатки пищи. Рыбы никогда не удаляются далеко от «своей» актинии. Самцы прогоняют от неё самцов, самки — самок. Территориальное поведение, видимо, стало причиной контрастной окраски.
Самая тесная форма мутуализма — когда один организм живёт внутри другого. Поразительным примером этого служит система органов пищеварения коров и других жвачных животных. Коровы, как и человек, не способны переварить целлюлозу — вещество, которое в большом количестве содержится в растениях. Но у жвачных животных есть особый орган — рубец. Он представляет собой полость, в которой живут множество микробов. Растительная пища, после того как животное её прожевало, попадает в рубец, и микробы разрушают поступившую целлюлозу. (Животное может отрыгнуть и вновь прожевать частично расщеплённую пищу — именно этим и занимаются коровы, когда пережёвывают свою «жвачку»). Рубец коровы — это замкнутая микроэкосистема, образованная множеством различных микроорганизмов, которые, питаясь сами, перерабатывают целлюлозу для своего хозяина. Аналогично корневая система высших растений образована переплетением корневой ткани и грибных нитей, так что грибы, получая питание от растения, снабжают его минеральными веществами.